# Paul Graou
Pour les articles homonymes, voir Graou.

a Compétitions nationales et continentales officielles uniquement.

Dernière mise à jour le 25 avril 2023.
Paul Graou, né le 25 juillet 1997 à Auch (Gers), est un joueur français de rugby à XV. Il évolue au poste de demi de mêlée au Stade toulousain depuis 2022.
Il remporte la Champions Cup en 2024 et le championnat de France à trois reprises en 2023, 2024 et 2025 avec le Stade toulousain.
Il est par ailleurs titulaire d'un diplôme d'ingénieur de l'INSA de Toulouse.

## Biographie

### Jeunesse et formation
Né à Auch, Paul Graou est le fils de Stéphane Graou, ancien pilier qui a joué avec l'équipe de France et sous les couleurs du FC Auch dont il a été le capitaine et par la suite celles de l'US Colomiers.
Il est également le petit-fils de Henri Poudensan, ancien arrière du FC Auch et le cousin d'Arnaud Mignardi, Arthur Bonneval et Max Auriac, tous les trois joueurs de rugby à XV professionnels.
Il commence le rugby à XV dans son club formateur du FC Auch dès l'âge de 4 ans, et évolue notamment en Cadets avec Antoine Dupont, Grégory Alldritt, Anthony Jelonch et Pierre Bourgarit,.

### Début de carrière à Montauban (2017-2021)
À la suite du dépôt de bilan de la SASP du FC Auch en 2017, il rejoint l'Union sportive montalbanaise évoluant en Pro D2. Il joue le premier match de sa carrière le 17 août 2018, à l'occasion de la première journée de Pro D2 de la saison 2018-2019, face à l'US Carcassonne.
En début de saison suivante, en 2019-2020, il est le demi de mêlée remplaçant de Jérémy Chaput. Cette saison, il joue dix-sept matchs dont huit en tant que titulaire, et inscrit le premier essai de sa carrière, son seul de la saison.
Après s'être révélé en 2020, Paul Graou entame la saison 2020-2021 toujours en concurrence avec Chaput. Il joue 20 matchs de championnat et est titularisé dix fois. Il inscrit quatre essais. En mars 2021, Il est également appelé dans le groupe de l'équipe de France de rugby à sept pour un stage à Anglet.
En fin de contrat en juin 2021, son club décide de ne pas le conserver. Ainsi, Paul Graou a évolué durant quatre saisons à Montauban et joué au total 42 matchs pour cinq essais inscrits.

### Passage au SU Agen (2021-2022)
En début de saison 2021-2022, il signe un contrat de deux ans avec le SU Agen, évoluant aussi en Pro D2. Il est recruté pour compenser les départs d'Hugo Verdu et Paul Abadie et accompagner les jeunes Théo Idjellidaine, prêté par le Stade toulousain, et Dorian Bellot. Paul Graou est ainsi venu dans le Lot-et-Garonne pour être le demi de mêlée titulaire. Il s'impose dès le début de la saison dans le XV de départ agenais et progresse rapidement. Il participe grandement au sauvetage d'Agen qui sortait d'une saison sans la moindre victoire en Top 14. Il réalise une très bonne saison, faisant de lui un cadre du SUA et est parfois considéré comme faisant partie des meilleurs joueurs de Pro D2 de la saison,,.

### Stade toulousain (depuis 2022)
En mai 2022, Paul Graou signe un contrat de deux ans avec le Stade toulousain, en Top 14. Il y retrouve notamment ses anciens coéquipiers auscitains Antoine Dupont et Anthony Jelonch. Il est recruté pour pallier le départ à la retraite d'Alexi Balès et les prêts de Baptiste Germain et Théo Idjellidaine. Il arrive alors en tant que doublure de Dupont, en concurrence avec Martin Page-Relo,,.
Juste avant la reprise du championnat, il est victime d'une double fracture de la main lors d'un match amical face au RC Toulon, le rendant indisponible deux mois et lui faisant ainsi manquer le début de saison. Il joue alors son premier match avec les Rouge et Noir fin octobre 2022, lors de la neuvième journée de Top 14 de la saison 2022-2023, face à l'Aviron bayonnais, lorsqu'il remplace Arthur Retière en début de seconde période. Il inscrit par la même occasion ses premiers points en Top 14 et avec le Stade toulousain quand il transforme un essai marqué par Dimitri Delibes. La semaine suivante, il connaît sa première titularisation avec son nouveau club, face au Stade français (match nul 16-16).
Quelque temps après, en novembre 2022, il est appelé avec les Barbarians français, dans un groupe de 23 joueurs, pour affronter les Fidji au Stade Pierre-Mauroy. Il est finalement contraint de déclarer forfait au dernier moment à cause d'une blessure. Il est remplacé par le Lyonnais Jonathan Pélissié,.
Il marque son premier essai avec Toulouse le 1er janvier 2023 lors de la quatorzième journée de championnat face à l'ASM Clermont. Les Toulousains s'imposent alors 13 à 32. En fin de saison, son club remporte le Top 14 face au Stade rochelais mais il ne dispute pas la finale,.
Le 25 mai 2024, il est remplaçant avec le Stade toulousain en finale de la Champions Cup au Tottenham Hotspur Stadium de Londres face au Leinster. Il entre en jeu durant les prolongations à l'aile de l'attaque à la place de Juan Cruz Mallía. Les Toulousains s'imposent finalement 31 à 22 face aux irlandais et remportent ainsi le 6e titre de champions d'Europe du club.
Un mois plus tard, il est de nouveau remplaçant en finale du Top 14, organisée exceptionnellement au Stade Vélodrome de Marseille, contre l'Union Bordeaux Bègles. Il entre en jeu à la 73e minute à la place du capitaine Antoine Dupont. Les Toulousains l'emportent 59 à 3, plus large score de l'histoire en finale du championnat de France.

## Statistiques
| Saison                 | Saison                 | Championnat | Championnat | Championnat | Championnat | Championnat | Championnat | Championnat | Coupe d'Europe                         | Coupe d'Europe                         | Coupe d'Europe                         | Coupe d'Europe                         | Coupe d'Europe                         | Coupe d'Europe                         | Coupe d'Europe                         |
| Saison                 | Saison                 | Compétition | M           | Pts         | Ess.        | Pén.        | Tr.         | Dp.         | Compétition                            | M                                      | Pts                                    | Ess.                                   | Pén.                                   | Tr.                                    | Dp.                                    |
| ---------------------- | ---------------------- | ----------- | ----------- | ----------- | ----------- | ----------- | ----------- | ----------- | -------------------------------------- | -------------------------------------- | -------------------------------------- | -------------------------------------- | -------------------------------------- | -------------------------------------- | -------------------------------------- |
| 2018-2019              | US Montauban           | Pro D2      | 5           | -           | -           | -           | -           | -           | Pas de qualification en Coupe d'Europe | Pas de qualification en Coupe d'Europe | Pas de qualification en Coupe d'Europe | Pas de qualification en Coupe d'Europe | Pas de qualification en Coupe d'Europe | Pas de qualification en Coupe d'Europe | Pas de qualification en Coupe d'Europe |
| 2019-2020              | US Montauban           | Pro D2      | 17          | 5           | 1           | -           | -           | -           | Pas de qualification en Coupe d'Europe | Pas de qualification en Coupe d'Europe | Pas de qualification en Coupe d'Europe | Pas de qualification en Coupe d'Europe | Pas de qualification en Coupe d'Europe | Pas de qualification en Coupe d'Europe | Pas de qualification en Coupe d'Europe |
| 2020-2021              | US Montauban           | Pro D2      | 20          | 20          | 4           | -           | -           | -           | Pas de qualification en Coupe d'Europe | Pas de qualification en Coupe d'Europe | Pas de qualification en Coupe d'Europe | Pas de qualification en Coupe d'Europe | Pas de qualification en Coupe d'Europe | Pas de qualification en Coupe d'Europe | Pas de qualification en Coupe d'Europe |
| Total US Montauban     | Total US Montauban     | Pro D2      | 42          | 25          | 5           | 0           | 0           | 0           |                                        |                                        |                                        |                                        |                                        |                                        |                                        |
| 2021-2022              | SU Agen                | Pro D2      | 25          | 64          | 4           | 14          | 1           | -           | Pas de qualification en Coupe d'Europe | Pas de qualification en Coupe d'Europe | Pas de qualification en Coupe d'Europe | Pas de qualification en Coupe d'Europe | Pas de qualification en Coupe d'Europe | Pas de qualification en Coupe d'Europe | Pas de qualification en Coupe d'Europe |
| Total SU Agen          | Total SU Agen          | Pro D2      | 25          | 64          | 4           | 14          | 1           | 0           |                                        |                                        |                                        |                                        |                                        |                                        |                                        |
| 2022-2023              | Stade toulousain       | Top 14      | 13          | 34          | 3           | 3           | 5           | -           | Champions Cup                          | 2                                      | -                                      | -                                      | -                                      | -                                      | -                                      |
| 2023-2024              | Stade toulousain       | Top 14      | 20          | 35          | 7           | -           | -           | -           | Champions Cup                          | 3                                      | -                                      | -                                      | -                                      | -                                      | -                                      |
| Total Stade toulousain | Total Stade toulousain | Top 14      | 33          | 69          | 10          | 3           | 5           | 0           | Coupes d'Europe                        | 5                                      | 0                                      | 0                                      | 0                                      | 0                                      | 0                                      |
| Total                  | Total                  | Top 14      | 100         | 158         | 19          | 17          | 6           | 0           | Coupes d'Europe                        | 5                                      | 0                                      | 0                                      | 0                                      | 0                                      | 0                                      |

## Palmarès
- Stade toulousain
  - Vainqueur du Championnat de France en 2023[Note 1], 2024 et 2025.
  - Vainqueur de la Champions Cup en 2024.